# Stubbhult
Stubbhult är en 94 hektar stor skogsfastighet i Målilla socken i Hultsfreds kommun.
Gården Stubbhult 1:15 i Målilla överlämnades år 2000 som gåva till Emådalens Naturskyddsförening. Föreningen hade dessförinnan sedan 1989 arrenderat den sju hektar stora inägomarken. Fastigheten ligger i ett skogslandskap med insprängda hagmarker. Den är ett småskaligt jordbruk med höga natur- och kulturvärden, med gärdsgårdar, hamlade träd och odlingsrösen. 
Sedan 1996 finns boskap av lantrasen Rödkulla sommartid på gården.
I början av 2000-talet ställdes en slinga på en kilometer i ordning i skogen med spångar på mossmarker för att informera besökare om miljövänligt, småskaligt skogsbruk.
Skogsbruket på Stubbhult har dock fått kritik, för att inte stämma överens med Naturskyddsföreningens skogspolicy. Bland annat har delar av skogen kalavverkats vid tretton olika tillfällen, sedan Emådalens Naturskyddsförening tog över marken.